# Rosa Salazar
Pour les articles homonymes, voir Salazar.
Rosa Salazar est une actrice américaine, née le 16 juillet 1985 à Greenbelt (Maryland).

## Biographie
Rosa Salazar a fait ses études secondaires au Greenbelt Middle School et à l'Eleanor Roosevelt High School de Greenbelt dans le Maryland.
Rosa Bianca Salazar a grandi à Greenbelt dans le Maryland. Elle débute comme artiste à l'âge de 15 ans. Elle déménage à New York à 20 ans. Elle déménage à Los Angeles en 2009 et travaille dans des séries télévisées.
Elle est notamment connue pour le rôle de Zoe DeHaven dans Parenthood et de la Nurse Maria dans American Horror Story. En 2015, elle joue un premier rôle dans le film Le Labyrinthe : La Terre brûlée, où elle interprète Brenda, qu'elle reprend dans Le Labyrinthe : Le Remède mortel, sorti en 2018. Puis, elle joue le rôle d’Alita dans le film Alita: Battle Angel de Robert Rodriguez sorti en 2019,.

## Filmographie

### Cinéma

#### Longs métrages
- 2013 : Epic : La Bataille du royaume secret : La fille Roller Derby (voix)
- 2013 : May the Best Man Win
- 2014 : Jamesy Boy : Crystal
- 2014 : Search Party : Pocahontas
- 2015 : Night Owls : Madeline
- 2015 : Divergente 2 : L'Insurrection : Lynn
- 2015 : Le Labyrinthe : La Terre brûlée : Brenda
- 2015 : Submerged : Amanda
- 2017 : CHiPs : Ava
- 2018 : Le Labyrinthe : Le Remède mortel : Brenda
- 2018 : Bird Box : Lucy
- 2019 : Alita: Battle Angel : Alita[6]
- 2020 : No Future : Becca
- 2020 : Pink Skies Ahead : Addie
- 2022 : Anomalie : Maria
- 2023 : Plus tard, j'atteindrai les étoiles : Adela Hernández
- 2025 : Play Dirty de Shane Black

#### Courts métrages
- 2012 : Fortunate Son : Elisa
- 2013 : Plan B : Steph

### Télévision

#### Séries télévisées
- 2010-2012 : CollegeHumor : Personnages variés (13 épisodes)
- 2010-2012 : Parenthood : Zoe DeHaven (13 épisodes)
- 2011 : Los Angeles, police judiciaire : Yolanda
- 2011 : American Horror Story : Infirmière Maria (4 épisodes)
- 2012 : Stevie TV : Personnages variés
- 2012 : Ben and Kate : Molly
- 2013 : Hello Ladies : Heaven
- 2013 : Body of Proof : Ramona Delgado
- 2014 : The Pro : Jamie Schoonmaker
- 2017-2020 : Big Mouth : Madame Benitez (voix, 5 épisodes)
- 2019-2022: Undone : Alma Winograd-Diaz (16 épisodes)
- 2019 : Star Trek: Short Treks : Capitaine Lynne Lucero
- 2020 : Dirty Diana : Jada
- 2021 : B Positive : Adriana (4 épisodes)
- 2021 : Brand New Cherry Flavor : Lisa Nova (8 épisodes)

#### Téléfilms
- 2011 : Little Brother : Odetta
- 2013 : Boomerang : Olive Chatsworth

### Jeux vidéo
| Année | Nom                    | Voix                        |
| ----- | ---------------------- | --------------------------- |
| 2013  | Batman: Arkham Origins | Copperhead / otage du train |